# Oberselbach (Olpe)
Oberselbach ist ein Wohnplatz in der Gemeinde Kürten im Rheinisch-Bergischen Kreis.

## Lage und Beschreibung
Der Ort liegt östlich von Weier und nördlich von Mittelselbach. Er bildet mit Weier einen geschlossenen Siedlungsraum und tritt nicht mehr eigenständig in Erscheinung.

## Geschichte
Die Topographia Ducatus Montani des Erich Philipp Ploennies aus dem Jahre 1715, Blatt Amt Steinbach, belegt, dass der Ort bereits 1715 als Ort mit mehreren Höfen bestand und als Seelbach bezeichnet wurde. Aus der Charte des Herzogthums Berg 1789 von Carl Friedrich von Wiebeking geht hervor, dass Selbach zu dieser Zeit Teil der Honschaft Olpe im gleichnamigen Kirchspiel im Landgericht Kürten war. Er benennt den Ort als Sellbach.
Unter der französischen Verwaltung zwischen 1806 und 1813 wurde das Amt Steinbach aufgelöst und Oberselbach wurde politisch der Mairie Olpe bzw. Kürten im Kanton Wipperfürth  im Arrondissement Elberfeld zugeordnet. 1816 wandelten die Preußen die Mairie zur Bürgermeisterei Olpe bzw. Kürten im Kreis Wipperfürth. Oberselbach gehörte zu dieser Zeit zum Dorf Olpe bzw. Kürten.
Der Ort ist auf der Topographischen Aufnahme der Rheinlande von 1824 und auf der Preußischen Uraufnahme von 1840 als Ober Selbach verzeichnet. Ab der Preußischen Neuaufnahme von 1892 ist er auf Messtischblättern regelmäßig als Oberselbach verzeichnet.
1822 lebten zwölf Menschen im als Hof kategorisierten und Sellbach bezeichneten Ort.
1830 hatte der Ort in der Bürgermeisterei Kürten 79 Einwohner und wurde mit Oberst-Selbach (mit Unterst-Selbach) bezeichnet. Ein Teil, Selbach genannt gehört mit 12 Einwohnern in einem Haus zur Bürgermeisterei Olpe.
Nachdem 1845 die Gemeinden Kürten und Olpe innerhalb der jeweiligen Bürgermeistereien gebildet wurden, gehörte Oberselbach zu einem Teil zur Gemeinde Kürten und zum anderen Teil zur Gemeinde Olpe.

### Oberselbach (Kürten)
1845 hatte der Ober-Selbach genannte Teil des Orts, der zu Kürten gehörte, 24 katholische Einwohner in zwei Häusern, die zur Pfarre Kürten gehörten. Die Gemeinde- und Gutbezirksstatistik der Rheinprovinz führt Oberselbach 1871 mit vier Wohnhäusern und 19 Einwohnern auf.
Im Gemeindelexikon für die Provinz Rheinland von 1888 werden vier Wohnhäuser mit 21 Einwohnern angegeben und der Ort mit Ober Selbach bezeichnet.
1895 hatte der Ort vier Wohnhäuser und 14 Einwohner, der Ort wird Ober Selbach genannt.
1905 besaß der Ort vier Wohnhäuser und 14 Einwohner und gehörte konfessionell zum katholischen Kirchspiel Kürten.

### Oberselbach (Olpe)
1845 hatte der Ober-Selbach genannte Teil des Orts, der zu Olpe gehörte, 12 katholische Einwohner in drei Häusern, die zur Pfarre Kürten gehörten. Die Gemeinde- und Gutbezirksstatistik der Rheinprovinz führt Oberselbach 1871 mit drei Wohnhäusern und 16 Einwohnern auf.
Im Gemeindelexikon für die Provinz Rheinland von 1888 werden zwei Wohnhäuser mit neun Einwohnern angegeben.
1895 hatte der Ort ein Wohnhaus und sieben Einwohner.
1905 besaß der Ort ein Wohnhäuser und fünf Einwohner und gehörte konfessionell zum katholischen Kirchspiel Kürten.

### 20. Jahrhundert
1927 wurden die Bürgermeisterei Kürten in das Amt Kürten überführt. In der Weimarer Republik wurden 1929 die Ämter Kürten mit den Gemeinden Kürten und Bechen und Olpe mit den Gemeinden Olpe und Wipperfeld zum Amt Kürten zusammengelegt. Der Kreis Wipperfürth ging am 1. Oktober 1932 in den Rheinisch-Bergischen Kreis mit Sitz in Bergisch Gladbach auf.
1975 entstand aufgrund des Köln-Gesetzes die heutige Gemeinde Kürten, zu der neben den Ämtern Kürten, Bechen und Olpe ein Teilgebiet der Stadt Bensberg mit Dürscheid und den umliegenden Gebieten kam.